# Turri
Turri (en sard, Turri) és un municipi italià, dins de la província de Sardenya del Sud. L'any 2007 tenia 533 habitants. Es troba a la regió de Marmilla. Limita amb els municipis de Baradili (OR), Baressa (OR), Genuri, Pauli Arbarei, Setzu, Tuili i Ussaramanna.

## Administració
| Període | Identitat | Partit        |
| ------- | --------- | ------------- |
| 2005-   | Rita Cau  | Llista cívica |